# Dentipellis dissita
Dentipellis dissita är en svampart som först beskrevs av Berk. & Cooke, och fick sitt nu gällande namn av Rudolf Arnold Maas Geesteranus 1974. Dentipellis dissita ingår i släktet Dentipellis och familjen Hericiaceae.   Inga underarter finns listade i Catalogue of Life.